# Aston Villa Football Club 1899-1900
Questa voce raccoglie le informazioni riguardanti l'Aston Villa Football Club nelle competizioni ufficiali della stagione 1899-1900.

## Maglie e sponsor
| Manica sinistra · Manica sinistra · Maglietta · Maglietta · Manica destra · Manica destra · Pantaloncini · Calzettoni · Calzettoni |

## Rosa
| N. |                        | Ruolo | Calciatore      |
| -- | ---------------------- | ----- | --------------- |
|    | Inghilterra (bandiera) | P     | Billy George    |
|    | Inghilterra (bandiera) | D     | Charlie Aston   |
|    | Scozia (bandiera)      | D     | Tommy Bowman    |
|    | Scozia (bandiera)      | D     | James Cowan     |
|    | Inghilterra (bandiera) | D     | Albert Evans    |
|    | Inghilterra (bandiera) | D     | Billy Haggart   |
|    | Inghilterra (bandiera) | D     | Micky Noon      |
|    | Inghilterra (bandiera) | D     | Howard Spencer  |
|    | Inghilterra (bandiera) | C     | Jimmy Crabtree  |
|    | Inghilterra (bandiera) | C     | Chris Mann      |
|    | Irlanda (bandiera)     | C     | Charlie McEleny |

| N. |                        | Ruolo | Calciatore         |
| -- | ---------------------- | ----- | ------------------ |
|    | Inghilterra (bandiera) | C     | Albert Wilkes      |
|    | Inghilterra (bandiera) | A     | Charlie Athersmith |
|    | Inghilterra (bandiera) | A     | John Devey         |
|    | Inghilterra (bandiera) | A     | Jim Garfield       |
|    | Inghilterra (bandiera) | A     | Billy Garraty      |
|    | Inghilterra (bandiera) | A     | George Johnson     |
|    | Inghilterra (bandiera) | A     | Alf Watkins        |
|    | Inghilterra (bandiera) | A     | Steve Smith        |
|    | Scozia (bandiera)      | A     | Bobby Templeton    |
|    | Inghilterra (bandiera) | A     | Fred Wheldon       |